# George Stevens
George Stevens (Oakland, Califòrnia, 18 de desembre de 1904 - Lancaster, Califòrnia, 8 de març de 1975), nom amb què és conegut George Cooper Stevens, fou un guionista, productor i director de cinema estatunidenc.

## Biografia
George Cooper Stevens va néixer a Oakland, Califòrnia; era fill de Landers Stevens i Georgie Cooper, ambdós actors.
Al començament dirigí curtmetratges, sobretot de la parella còmica Stan Laurel i Oliver Hardy, però el 1935 obtingué el seu primer èxit important amb Somnis de joventut, protagonitzada per Katharine Hepburn.
En la segona meitat de la dècada dels 30, el nom de Stevens estaria relacionat amb els musicals de Ginger Rogers i Fred Astaire, com En ales de la dansa (1936). Però també els va dirigir separadament. Astaire va estar a les ordres de Stevens en solitari a Senyoreta en desgràcia (1937) i Rogers a Intrigues femenines (1938).
Gunga Din (1939), Serenata nostàlgica (1941), Woman of the Year (1942) amb la parella Katharine Hepburn i Spencer Tracy o The Talk of the Town (1942) van ser les seves últimes obres abans de la seva intensa col·laboració en la guerra.
Durant la Segona Guerra Mundial, Stevens es va unir als Army Signal Corps i va dirigir una unitat de cinema des de 1943 fins a 1946, sota el comandament del general Dwight D. Eisenhower. El 1945 va ser l'encarregat de donar a conèixer al món les horribles imatges del camp de concentració de Dachau. El 2008, les seves filmacions van ser incorporades per la Biblioteca del Congrés dels Estats Units com a "registre visual essencial" de la Segona Guerra Mundial. Potser, gràcies a aquesta experiència, les seves pel·lícules van deixar de ser les comèdies romàntiques i musicals frívols per entrar en una etapa molta més madura i, alhora, realista. Així arribarien A Place in the Sun (1951, Oscar al millor director), Arrels profundes (1951), Gegant (1956) i The Diary of Anne Frank (1959).
Les seves últimes produccions foren The Greatest Story Ever Told (1965) i L'únic joc de la ciutat (1970), abans de morir d'un atac de cor al seu ranxo californià de Lancaster, Califòrnia, el 1975. Va ser enterrat a Forest Lawn Memorial Park a Hollywood Hills, a Los Angeles.

## Filmografia
- Ladies Last (1930)
- Air-Tight (1931)
- Blood and Thunder (1931)
- Call a Cop! (1931)
- High Gear (1931)
- Mama Loves Papa (1931)
- The Kick-Off! (1931)
- Boys Will Be Boys (1932)
- The Finishing Touch (1932)
- Who, Me? (1932)
- The Cohens and Kellys in Trouble (1933)
- A Divorce Courtship (1933)
- Family Troubles (1933)
- Flirting in the Park (1933)
- Grin and Bear It (1933)
- Quiet Please! (1933)
- Rock-a-Bye Cowboy (1933)
- Room Mates (1933)
- Should Crooners Marry (1933)
- What Fur (1933)
- Esquer de solter (Bachelor Bait) (1934)
- Cracked Shots (1934)
- La fortuna de Kentucky (Kentucky Kernels) (1934)
- Ocean Swells (1934)
- The Undie-World (1934)
- Hollywood Party (1934)
- Somnis de joventut (Alice Adams) (1935)
- Annie Oakley (1935)
- Bridal Bail (1935)
- Hunger Pains (1935)
- Laddie (1935)
- The Nitwits (1935)
- En ales de la dansa (Swing Time) (1936)
- Senyoreta en desgràcia (A Damsel in Distress) (1937)
- Olívia (Quality Street) (1937)
- Intrigues femenines (Vivacious Lady) (1938)
- Gunga Din (1939)
- Vigil in the Night (1940)
- Serenata nostàlgica (Penny Serenade) (1941)
- The Talk of the Town (1942)
- Woman of the Year (1942)
- The More the Merrier (1943)
- That Justice Be Done (1945)
- Nazi Concentration Camps (1945)
- The Nazi Plan (1945)
- Mai l'oblidaré (I Remember Mama) (1948)
- On Our Merry Way (1948)
- A Place in the Sun (1951)
- Something to Live For (1952)
- Arrels profundes (Shane) (1953)
- Gegant (Giant) (1956)
- The Diary of Anne Frank (1959)
- The Greatest Story Ever Told (1965)
- L'únic joc de la ciutat (The Only Game in Town) (1970)